# Дом Миниха
Дом Миниха (Дворец Меншикова) — памятник архитектуры. Расположен в Кронштадте, современный адрес дома — Коммунистическая улица, 1 / Макаровская улица, 1.
Одно из старейших строений юго-восточной части Петровского канала. Построен симметрично Итальянскому дворцу императора Петра Великого в 1714—1725 годах под руководством И. Ф.-Браунштейна для первого губернатора Ингерманландии и светлейшего князя А.Д. Меншикова. Над Петровским каналом планировалось построить башню-маяк, соединяющую дом и дворец, но план не был реализован, а на прилегающем к каналу участке был разбит сад. Первое известное изображение дома относится к 1829 году; предположительно изначально он был выполнен в стиле барокко, как и дворец напротив, хотя и выглядел более скромно.
Здание дважды перестраивалось в XIX веке, но сохранило свои изначальные размеры: сначала дом был гостевым дворцом (временным жильём для высокопоставленных лиц, приезжавших в Кронштадт, «Депутатский дом»), затем, в 1842—1846 годах, здание изменило своё назначение, став зданием военно-морского экипажа, в связи с чем его перестроил А. Н. Акутин. Между 1848 и 1854 годом были заложены ранее существовавшие аркады здания.